# 新物理狂想曲
《新物理狂想曲》（Fashion, Faith, and Fantasy in the New Physics of the Universe）是数学物理学家罗杰·彭罗斯于2016年9月出版的一本书。该书是基于他2003年在普林斯顿大学的演讲。

## 评价
《出版者周刊》的一位评论家说：“著名英国数学物理学家彭罗斯……在这个富有洞察力和启发性的科普标题中，触及了现代物理学主观性问题的核心……他的作品清晰且权威，密集但有益地讨论了科学探索过程中的失误。”《卫报》的格雷厄姆·法梅洛评论说：“从《新物理狂想曲》来看，彭罗斯似乎不喜欢基础物理中在过去40年间提出的任何激进新思想。”